# Der Romanführer
Der Romanführer (mit dem Untertitel Der Inhalt der Romane und Novellen der Weltliteratur) ist eine deutschsprachige Buchreihe aus dem  Hiersemann Verlag, die  von Wilhelm Olbrich und Johannes Beer begründet wurde und inzwischen von Hans-Christoph Pleßke herausgegeben wird. Zwischenzeitlich wurde sie von Alfred Clemens Baumgärtner fortgeführt, von Band 18 bis 34 von Bernd und Jutta Gräf herausgegeben.
Den Angaben des Verlages zufolge „wird erstmalig der Inhalt aller literarisch bedeutenden und meistgelesenen Romane und Novellen beschrieben, zusammen etwa 11.000“.
Die Handlung der verschiedenen Romane wird darin „bewußt“ ohne subjektive Wertung wiedergegeben und es erfolgen die üblichen nähere bibliographischen Angaben zu Auflagen nebst Ort und Verlag usw.

## Bände
Die folgende Übersicht erhebt keinen Anspruch auf Aktualität oder Vollständigkeit:
- 1 Bernd Gräf, Jutta Gräf (Hrsg.) Der Romanführer. Der Inhalt der Romane und Novellen der Weltliteratur. Der Inhalt der deutschen Romane und Novellen bis zum Beginn des 20. Jahrhunderts: «Alexis» bis «Kurz». ISBN 978-3-7772-6003-7.
- 2 Bernd Gräf, Jutta Gräf (Hrsg.) Der Romanführer. Der Inhalt der Romane und Novellen der Weltliteratur. Der Inhalt der deutschen Romane und Novellen bis zum Beginn des 20. Jahrhunderts: «La Roche» bis «Zschokke». ISBN 978-3-7772-6004-4.
- 3 Bernd Gräf, Jutta Gräf (Hrsg.) Der Romanführer. Der Inhalt der Romane und Novellen der Weltliteratur. Der Inhalt der deutschen Romane und Novellen der Gegenwart: «Alverdes» bis «Gurka». ISBN 978-3-7772-5216-2.
- 4 Bernd Gräf, Jutta Gräf (Hrsg.) Der Romanführer. Der Inhalt der Romane und Novellen der Weltliteratur. Der Inhalt der deutschen Romane und Novellen der Gegenwart: «Haensel» bis «Musil». ISBN 978-3-7772-5309-1.
- 5 Bernd Gräf, Jutta Gräf (Hrsg.) Der Romanführer. Der Inhalt der Romane und Novellen der Weltliteratur. Der Inhalt der deutschen Romane und Novellen der Gegenwart: «Nabl» bis «Zweig». ISBN 978-3-7772-5401-2.
- 6 Bernd Gräf, Jutta Gräf (Hrsg.) Der Romanführer. Der Inhalt der Romane und Novellen der Weltliteratur. Der Inhalt der französischen, italienischen, spanischen und portugiesischen Romane und Novellen von den Anfängen bis zum Beginn des 20. Jahrhunderts. ISBN 978-3-7772-5505-7.
- 7 Bernd Gräf, Jutta Gräf (Hrsg.) Der Romanführer. Der Inhalt der Romane und Novellen der Weltliteratur. Der Inhalt der englischen, nordamerikanischen, flämischen und holländischen Romane und Novellen von den Anfängen bis zum Beginn des 20. Jahrhunderts. ISBN 978-3-7772-5612-2.
- 8 Jutta Gräf (Hrsg.) Der Romanführer. Der Inhalt der Romane und Novellen der Weltliteratur. Der Inhalt der nordischen, slawischen, ungarischen und rumänischen Romane und Novellen von den Anfängen bis zum Beginn des 20. Jahrhunderts. ISBN 978-3-7772-5709-9.
- 9 Bernd Gräf, Jutta Gräf (Hrsg.) Der Romanführer. Der Inhalt der Romane und Novellen der Weltliteratur. Der Inhalt der französischen, italienischen, spanischen und portugiesischen Romane und Novellen der Gegenwart. ISBN 978-3-7772-5808-9.
- 10 Bernd Gräf, Jutta Gräf (Hrsg.) Der Romanführer. Der Inhalt der Romane und Novellen der Weltliteratur. Der Inhalt der englischen, flämischen und holländischen Romane und Novellen der Gegenwart. ISBN 978-3-7772-5905-5.
- 11 Bernd Gräf, Jutta Gräf (Hrsg.) Der Romanführer. Der Inhalt der Romane und Novellen der Weltliteratur. Der Inhalt der nordamerikanischen Romane und Novellen der Gegenwart. ISBN 978-3-7772-6002-0.
- 12 Bernd Gräf, Jutta Gräf (Hrsg.) Der Romanführer. Der Inhalt der Romane und Novellen der Weltliteratur. Der Inhalt der nordischen, russischen, polnischen, tschechischen, ungarischen und südosteuropäischen Romane und Novellen der Gegenwart. ISBN 978-3-7772-6102-7.
- 13 Bernd Gräf, Jutta Gräf (Hrsg.) Der Romanführer. Der Inhalt der Romane und Novellen der Weltliteratur. Der Inhalt der deutschen Romane und Novellen aus dem Jahrzehnt 1954 bis 1963. Nebst Nachträgen zu Band 1–5 des Gesamtwerkes und einem Register aller im "Romanführer" behandelten deutschen Autoren. ISBN 978-3-7772-6402-8.
- 14 Bernd Gräf, Jutta Gräf (Hrsg.) Der Romanführer. Der Inhalt der Romane und Novellen der Weltliteratur. Der Inhalt der ausländischen Romane und Novellen aus dem Jahrzehnt 1956–1965. Nebst Nachträgen zu Band 6–12 des Gesamtwerkes und einem Register aller im "Romanführer" behandelten ausländischen Autoren. ISBN 978-3-7772-6912-2.
- 16 Alfred C Baumgärtner, Bernd Gräf, Jutta Gräf (Hrsg.) Der Romanführer. Der Inhalt der Romane und Novellen der Weltliteratur. Inhalte erzählender deutscher Prosa aus dem Jahrzehnt 1964 bis 1973. Nebst Nachträgen zu Band I-V und XIII des Gesamtwerkes. ISBN 978-3-7772-7907-7.
- 17 Alfred C. Baumgärtner, Bernd Gräf, Jutta Gräf (Hrsg.) Der Romanführer. Der Inhalt der Romane und Novellen der Weltliteratur. Inhalte erzählender ausländischer Prosa aus den Jahren 1967 bis 1972. Nebst Nachträgen zu Band 6–12 und 14 des Gesamtwerkes. ISBN 978-3-7772-8440-8.
- 18 Bernd Gräf, Jutta Gräf (Hrsg.) Der Romanführer. Der Inhalt der Romane und Novellen der Weltliteratur. Inhalte erzählender Prosa aus den Jahren 1974 bis 1985. Nebst Nachträgen zu den Bänden 1–5, 13 und 16 des Gesamtwerkes. Erster Teil: A – K. ISBN 978-3-7772-8718-8.
- 19 Bernd Gräf, Jutta Gräf (Hrsg.) Der Romanführer. Der Inhalt der Romane und Novellen der Weltliteratur. Inhalte erzählender deutscher Prosa aus den Jahren 1974 bis 1985. Nebst Nachträgen zu den Bänden 1–5, 13 und 16 des Gesamtwerkes. Zweiter Teil: L – Z. ISBN 978-3-7772-8836-9.
- 20 Bernd Gräf, Jutta Gräf (Hrsg.) Der Romanführer. Der Inhalt der Romane und Novellen der Weltliteratur. Anglophone Prosa aus den Jahren 1973–1987. ISBN 978-3-7772-8903-8.
- 21 Bernd Gräf, Jutta Gräf (Hrsg.) Der Romanführer. Der Inhalt der Romane und Novellen der Weltliteratur. Romanische Prosa aus den Jahren 1973–1989. ISBN 978-3-7772-8913-7.
- 22 Bernd Gräf, Jutta Gräf (Hrsg.) Der Romanführer. Der Inhalt der Romane und Novellen der Weltliteratur.  Multinationale und Multiphone Literatur der Sowjetunion, Literatur von Dissidenten und sowjetische Untergrundliteratur sowie Slawische, Albanische, Ungaro-Finnische und Nordische Literatur aus den Jahren 1973–1989. ISBN 978-3-7772-9020-1.
- 23 Bernd Gräf, Jutta Gräf (Hrsg.) Der Romanführer. Der Inhalt der Romane und Novellen der Weltliteratur. Die Literaturen Asiens von den Anfängen bis zur Gegenwart. ISBN 978-3-7772-9110-9.
- 24 Bernd Gräf, Jutta Gräf (Hrsg.) Der Romanführer. Der Inhalt der Romane und Novellen der Weltliteratur. Griechische, türkische, arabische, jüdische, jiddische, israelische, niederländische, flämische, afrikaanse und südafrikanische Erzählprosa von den Anfängen bis zur Gegenwart. ISBN 978-3-7772-9130-7.
- 25 Bernd Gräf, Jutta Gräf (Hrsg.) Der Romanführer. Der Inhalt der Romane und Novellen der Weltliteratur. Prosa der DDR von den Anfängen bis zu ihrem Ende 1990. Erster Teil: A – K. ISBN 978-3-7772-9210-6.
- 26 Bernd Gräf, Jutta Gräf (Hrsg.) Der Romanführer. Der Inhalt der Romane und Novellen der Weltliteratur. Prosa der DDR von den Anfängen bis zu ihrem Ende 1990. Zweiter Teil: L – Z. ISBN 978-3-7772-9236-6.
- 27 Bernd Gräf, Jutta Gräf (Hrsg.) Der Romanführer. Der Inhalt der Romane und Novellen der Weltliteratur. Deutschsprachige Prosa aus den Jahren 1949–1992 (ausgenommen Literatur der DDR 1949–1990). Erster Teil: A – K. ISBN 978-3-7772-9322-6.
- 28 Bernd Gräf, Jutta Gräf (Hrsg.) Der Romanführer. Der Inhalt der Romane und Novellen der Weltliteratur. Deutschsprachige Prosa aus den Jahren 1986 bis 1992 (ausgenommen Literatur der DDR 1949–1990). Zweiter Teil: L – Z. ISBN 978-3-7772-9404-9.
- 29 Bernd Gräf, Jutta Gräf (Hrsg.) Der Romanführer. Der Inhalt der Romane und Novellen der Weltliteratur. Multinationale deutsche Literatur. ISBN 978-3-7772-9505-3.
- 30 Bernd Gräf, Jutta Gräf (Hrsg.) Der Romanführer. Der Inhalt der Romane und Novellen der Weltliteratur. Anglophone Prosa aus den Jahren 1988 bis 1994. Erster Teil: A – K. ISBN 978-3-7772-9517-6.
- 31 Bernd Gräf, Jutta Gräf (Hrsg.) Der Romanführer. Der Inhalt der Romane und Novellen der Weltliteratur. Anglophone Prosa aus den Jahren 1988 bis 1994. Zweiter Teil: L – Z. ISBN 978-3-7772-9600-5.
- 32 Bernd Gräf, Jutta Gräf (Hrsg.) Der Romanführer. Der Inhalt der Romane und Novellen der Weltliteratur. Romanische Prosa aus den Jahren 1989 bis 1995. Erster Teil: Frankophone, italienische und rumänische Erzählprosa. ISBN 978-3-7772-9632-6.
- 33 Bernd Gräf, Jutta Gräf (Hrsg.) Der Romanführer. Der Inhalt der Romane und Novellen der Weltliteratur. Romanische Prosa aus den Jahren 1989 bis 1995. Zweiter Teil: Spanische, lateinamerikanische, portugiesische und brasilianische Erzählprosa. ISBN 978-3-7772-9735-4.
- 34 Bernd Gräf, Jutta Gräf (Hrsg.) Der Romanführer. Der Inhalt der Romane und Novellen der Weltliteratur. Ost-, südost- und nordeuropäische Erzählprosa aus den Jahren 1989 bis 1995. ISBN 978-3-7772-9908-2.
- 35 Hans Christoph Pleßke, Bernd Gräf, Jutta Gräf (Hrsg.) Der Romanführer. Der Inhalt der Romane und Novellen der Weltliteratur. Deutschsprachige Prosa im Dritten Reich (1933–1945): Erster Teil: A – K. ISBN 978-3-7772-0011-8.
- 36 Hans Christoph Pleßke, Bernd Gräf, Jutta Gräf (Hrsg.) Der Romanführer. Der Inhalt der Romane und Novellen der Weltliteratur. Deutschsprachige Prosa im Dritten Reich (1933–1945). Zweiter Teil: L – Z. ISBN 978-3-7772-0101-6.
- 37 Bernd Gräf, Jutta Gräf (Hrsg.) Der Romanführer. Der Inhalt der Romane und Novellen der Weltliteratur. Register zu den Bänden 1 – 36. ISBN 978-3-7772-0127-6.
- 38 Hans Christoph Pleßke, Bernd Gräf, Mara R. Wade (Hrsg.) Der Romanführer. Der Inhalt der Romane und Novellen der Weltliteratur. Deutsche und internationale Prosa aus den Jahren 1991 bis 2000. Erster Teil: 1991 bis 1997. ISBN 978-3-7772-0234-1.
- 39 Hans Christoph Pleßke, Bernd Gräf, Jutta Gräf (Hrsg.) Der Romanführer. Der Inhalt der Romane und Novellen der Weltliteratur. Deutsche und internationale Prosa aus den Jahren 1991 bis 2000. Zweiter Teil: 1998 bis 2000. ISBN 978-3-7772-0329-4.
- 40 Hans Christoph Pleßke (Hrsg.) Der Romanführer. Der Inhalt der Romane und Novellen der Weltliteratur. Deutsche und internationale Prosa. Jahresband 2001. ISBN 978-3-7772-0423-9.
- 41 Hans Christoph Pleßke (Hrsg.) Der Romanführer. Der Inhalt der Romane und Novellen der Weltliteratur. Deutsche und internationale Prosa. Jahresband 2003. ISBN 978-3-7772-0523-6.
- 42 Hans Christoph Pleßke (Hrsg.) Der Romanführer. Der Inhalt der Romane und Novellen der Weltliteratur. Deutsche und internationale Prosa. Jahresband 2002. ISBN 978-3-7772-0507-6.
- 43 Hans Christoph Pleßke (Hrsg.) Der Romanführer. Der Inhalt der Romane und Novellen der Weltliteratur. Deutsche und internationale Prosa. Jahresband 2004. ISBN 978-3-7772-0617-2.
- 44 Hans Christoph Pleßke (Hrsg.) Der Romanführer. Der Inhalt der Romane und Novellen der Weltliteratur. Deutsche und internationale Prosa. Jahresband 2005. ISBN 978-3-7772-0710-0.
- 45 Hans Christoph Pleßke (Hrsg.) Der Romanführer. Der Inhalt der Romane und Novellen der Weltliteratur. Jahresband 2006. Deutsche und internationale Prosa. ISBN 978-3-7772-0822-0.
- 46 Hans Christoph Pleßke (Hrsg.) Der Romanführer. Der Inhalt der Romane und Novellen der Weltliteratur. Deutschsprachige Exilliteratur (1933–1945). Erster Teil: A – M. ISBN 978-3-7772-0808-4.
- 47 Hans Christoph Pleßke (Hrsg.) Der Romanführer. Der Inhalt der Romane und Novellen der Weltliteratur. Deutschsprachige Exilliteratur (1933–1945). Zweiter Teil: N – Z. ISBN 978-3-7772-0915-9.
- 48 Der Romanführer. Der Inhalt der Romane und Novellen der Weltliteratur. Jahresband 2007. Deutsche und internationale Prosa. ISBN 978-3-7772-1001-8.
- 49 Der Romanführer. Der Inhalt der Romane und Novellen der Weltliteratur. Jahresband 2008. Deutsche und internationale Prosa. ISBN 978-3-7772-1116-9.
- 50 Der Romanführer. Der Inhalt der Romane und Novellen der Weltliteratur. Jahresband 2009. Deutsche und internationale Prosa mit Nachträgen 1804–2000. ISBN 978-3-7772-1218-0.
- 51 Der Romanführer. Der Inhalt der Romane und Novellen der Weltliteratur. Register zu den Bänden 1 bis 50. ISBN 978-3-7772-1325-5.
- 52 Der Romanführer. Der Inhalt der Romane und Novellen der Weltliteratur. Jahresband 2010 / 2011. Deutsche und internationale Prosa. ISBN 978-3-7772-1410-8.
- 53 Hans-Christoph Pleßke (Hrsg.) Der Romanführer. Der Inhalt der Romane und Novellen der Weltliteratur. Jahresband 2012. Deutsche und internationale Prosa. ISBN 978-3-7772-1512-9.
- 54 Hans-Christoph Pleßke (Hrsg.) Der Romanführer. Der Inhalt der Romane und Novellen der Weltliteratur. Jahresband 2013 / 2014. Deutsche und internationale Prosa. ISBN 978-3-7772-1623-2.
- 55 Hans-Christoph Pleßke (Hrsg.) Der Romanführer. Der Inhalt der Romane und Novellen der Weltliteratur. Jahresband 2015. Deutsche und internationale Prosa. ISBN 978-3-7772-1725-3.
- 56  Hans-Christoph Pleßke (Hrsg.) Der Romanführer. Der Inhalt der Romane und Novellen der Weltliteratur. Jahresband 2016. Deutsche und internationale Prosa. ISBN 978-3-7772-1901-1.
- 57  Hans-Christoph Pleßke (Hrsg.) Der Romanführer. Der Inhalt der Romane und Novellen der Weltliteratur. Jahresband 2017. Deutsche und internationale erzählende Prosa. ISBN 978-3-7772-2021-5.